# Gli invidiosi
Gli invidiosi è un libro scritto dal sociologo Francesco Alberoni, pubblicato nella sua prima edizione durante l'anno 1994.

Il libro è scritto con uno stile divulgativo ed è impreziosito da una lunga serie di riferimenti letterari e storici.
Nella società contemporanea, definita dall'autore come "postideologica", gli invidiosi si osservano attentamente e si controllano per non restare indietro nella corsa all'autoaffermazione e sono pronti a combattere tra loro, usando tutti i mezzi possibili.
La prima parte del libro illustra quali siano le fasi preliminari a livello socio-psicologico che conducono all'invidia. Una sua prima origine è causata dall'impedimento ad ottenere quello che è stato raggiunto dai modelli di riferimento. Un'altra è causata dalla continua comparazione, presente ormai in qualunque contesto, che nel caso provochi una sorta di delusione, può portare l'individuo alla rinuncia oppure alla svalutazione del modello, mentre un'altra ancora può essere un senso ingiustizia. Quindi l'invidia è un meccanismo di difesa, messo in atto nel momento in cui un soggetto insicuro si sente sminuito nel confronto con qualcun altro.
Alberoni sostiene che l'invidia sia il sentimento emergente in una vita impedita, sconfitta, ma ancora reattiva, oppure in una vita incerta, insicura; quindi è sintomo di una vita non ancora pienamente sviluppata o di una in lento declino.
Nei capitoli successivi, l'autore, chiarisce le differenze che intercorrono tra invidia e gelosia, tra invidia e ammirazione, tra odio e invidia e focalizza l'attenzione del lettore su alcune manifestazioni emblematiche ed esemplari. Inoltre si sofferma sulla competizione sportiva e sulle norme, criteri e modalità che possono indurre a reazioni di invidia, come la scarsa accettazione del verdetto e l'insofferenza per le graduatorie e l'inferiorità evidenziatesi. Altri esempi illustri, Alberoni li prende dal mondo del cinema e della letteratura.
Alberoni affronta anche gli attributi dell'invidia dal punto di vista delle dinamiche storico-sociali, ed assegna all'invidia individuale una funzione per lo più conservatrice, un meccanismo frenante, una resistenza di fondo che blocca la crescita altrui. L'invidia, quando si trasforma in collettiva, grazie a spinte rivoluzionarie o comunque rivendicatrici, nel momento in cui crea lo "stato nascente" di un movimento, può divenire una forza innovatrice, da non confondersi con il risentimento, che ha proprietà più simili all'odio.
Nell'ultima parte del libro, Alberoni presenta i sintomi fondamentali dell'invidia, come la maldicenza, la vendicatività, il pessimismo, la predisposizione alle critiche, la menagrameria, l'autocommiserazione, il perseguimento delle onorificenze e inoltre spiega come si possa superare l'invidia e farla scomparire.

## Edizioni
- Francesco Alberoni, Gli invidiosi, Garzanti, 1991,  pp.194, cap.25.